# Jac. Pet

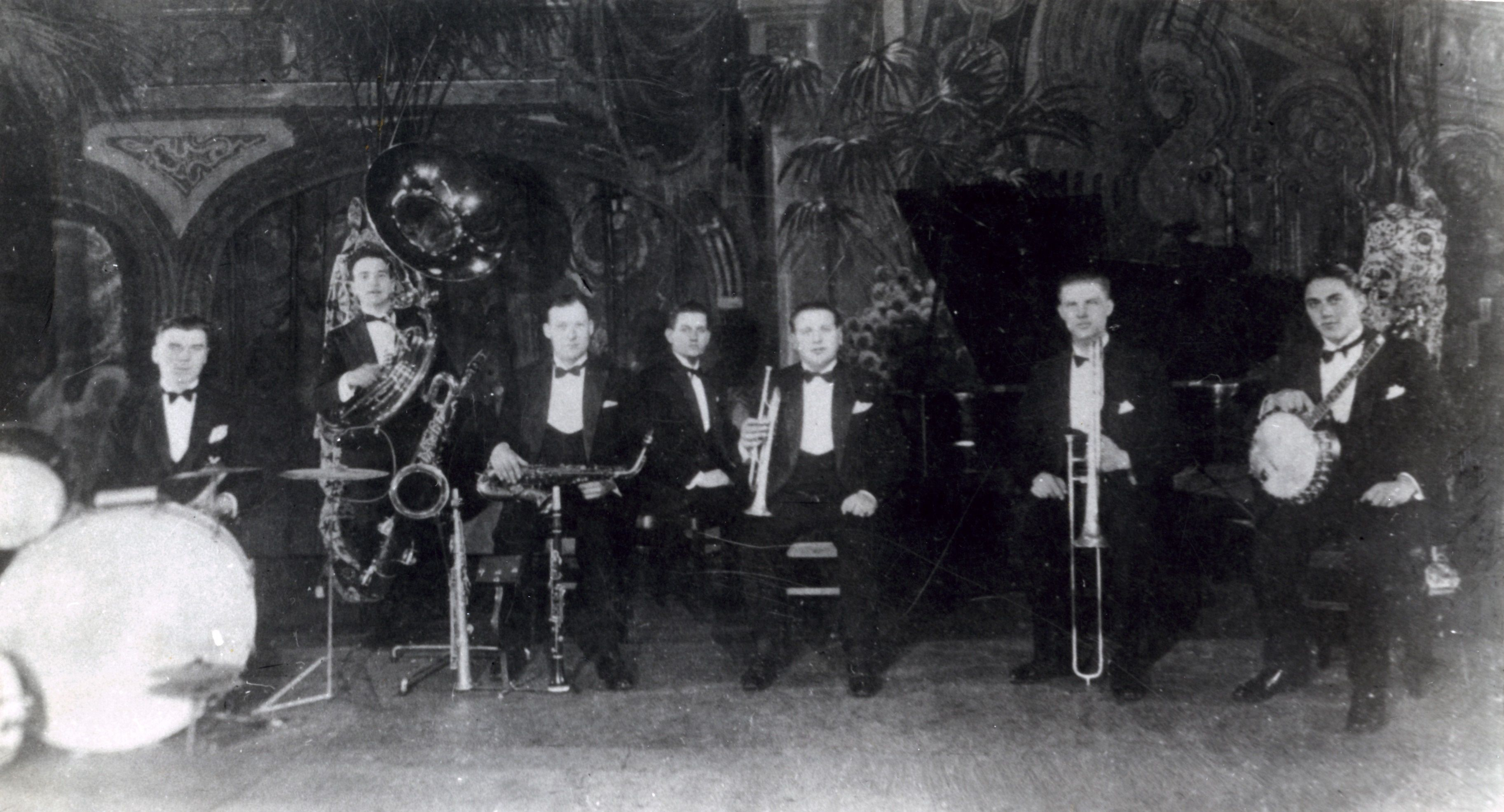
The Ramblers (1926), met uiterst rechts Jac. Pet met banjo

Jacob (Jac. of Jacques) Pet (Rotterdam, 23 november 1902 – Laren (Noord-Holland), 29 oktober 1976 ) was een Nederlands gitarist, banjospeler en bassist.
Hij was zoon van Engelina Johanna Roggeveen en stalhouder en werktuigkundige Jan Willem Pet. Zelf was hij tussen 1925 en 1928 (echtscheiding) getrouwd met Wilhelmina de Lang en vanaf 1928 met Wilhelmina Elisabeth Ariana Maarschalkerwaard.
Pet werd bekend als musicus in The Ramblers. Hij was erbij toen dat amusementsorkest in 1926 haar eerste uitvoering gaf. Toen medestichters Theo Uden Masman en Kees Kranenburg het 34-jarig bestaan van The Ramblers (1960) vierden, speelde Pet er ook nog steeds. Samen met Uden Masman maakte hij het verval van dat orkest en van zichzelf mee (hij werd ziekelijk). Het orkest werd in 1964 opgeheven en ging op in het Vara-dansorkest. Hij gold als een van de beste banjospelers in Nederland.
Pet zelf overleed in 1976.